# Seksualna uzbuđenost
Seksualna uzbuda slojevita je reakcija limbičnog sustava u mozgu koja služi kao uzrok za počinjanje ponašanja koje vodi k parenju.
Kroz senzitive poticaje, aktivira se proces libido koji može dovesti do psihičke i fizičke reakcije. 